# Ternstroemia hosei
Ternstroemia hosei är en tvåhjärtbladig växtart som beskrevs av Ridley. Ternstroemia hosei ingår i släktet Ternstroemia och familjen Pentaphylacaceae. Inga underarter finns listade i Catalogue of Life.